# Angraecum striatum
Espèce
Statut CITES
Angraecum striatum est une espèce de plantes de la famille des orchidées. Elle est endémique de l'île de La Réunion, département d'outre-mer français dans le sud-ouest de l'océan Indien.